# Jos Brink
Josephus Gerardus (Jos) Brink (Heiloo, 19 juni 1942 – Amsterdam, 17 augustus 2007) was een Nederlandse (hoorspel)acteur, cabaretier, musicalster en -producent, columnist, schrijver, predikant, stervensbegeleider en radio- en televisiepresentator.

## Levensloop
Jos Brink werd geboren in het Noord-Hollandse Heiloo, waar zijn familie tijdens de Tweede Wereldoorlog verbleef. Na de oorlog woonde het liberaal-remonstrantse gezin met vijf zonen achtereenvolgens in Rotterdam en Zuidoostbeemster, waar Brink sr. in Purmerend bij de belastingdienst werkte. Later verhuisden zijn ouders naar Heerlen. Tijdens zijn jeugd werd Brink regelmatig door zijn ouders meegenomen naar toneelvoorstellingen in Amsterdam.

### Vorming en carrière
Tijdens zijn middelbareschooltijd meldde Brink zich aan bij Minjon, de jeugdopleiding van de AVRO. Hij volgde een hoorspelopleiding en maakte in 1959 zijn debuut bij de hoorspelkern van de Nederlandse Radio Unie met drie woorden in het hoorspel Het Z-mysterie.
Hij speelde onder andere "Van Bergen" in het hoorspel Testbemanning. Brink had zijn zinnen gezet op een kunstschilderscarrière, maar dat leek zijn vader om financiële redenen een slecht plan. Hij ging vervolgens een toneelopleiding doen.
In de jaren zestig was Jos Brink presentator bij de AVRO van het radioprogramma Tussen Tien Plus En Twintig Min. Hij was de presentator van het concert van The Rolling Stones in het Kurhaus in Scheveningen (1964), dat werd afgebroken, nadat er binnen een kwartier na aanvang rellen in het publiek waren uitgebroken. Datzelfde jaar voer hij samen met The Beatles door de grachten van Amsterdam. 
In de periode 1962–1967 woonde het gezin Brink in Tilburg. Van hieruit startte de carrière van Jos Brink.

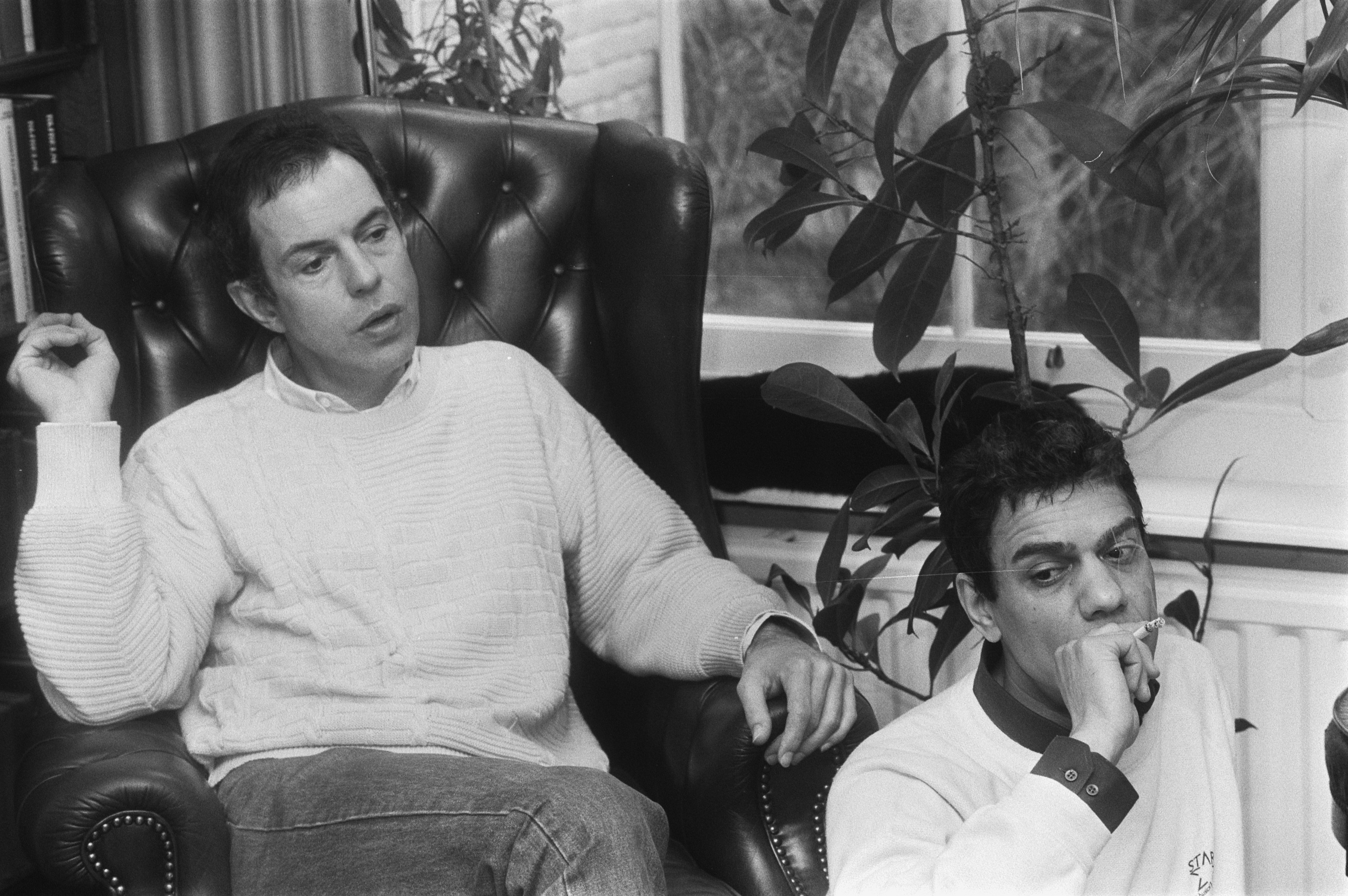
Jos Brink en zijn man Frank Sanders in 1986

Brink heeft in vele cabaret- en musicalvoorstellingen gespeeld, onder andere bij Tekstpierement, samen met zijn latere echtgenoot Frank Sanders. Wim Sonneveld is altijd een van zijn grote voorbeelden geweest. Wobbewoaf (1969) was Brinks eerste soloshow. Zijn echte doorbraak volgde in de jaren zeventig, met de musical Maskerade (1979) en zijn eigen televisieshow De Jos Brink Show (1970). Door zijn stem en zijn duidelijke dictie viel Brink op. Hij leende eind jaren 60 en begin jaren 70 zijn stem voor talloze radio-reclamespotjes. Op het einde van zijn carrière ergerde Brink zich aan falende metierkennis en slordig taalgebruik op het toneel. De presentator ging in tv-beelden over de wereld, nadat hij, in een programma ter gelegenheid van haar zeventigste verjaardag, Koningin Juliana spontaan had gekust.

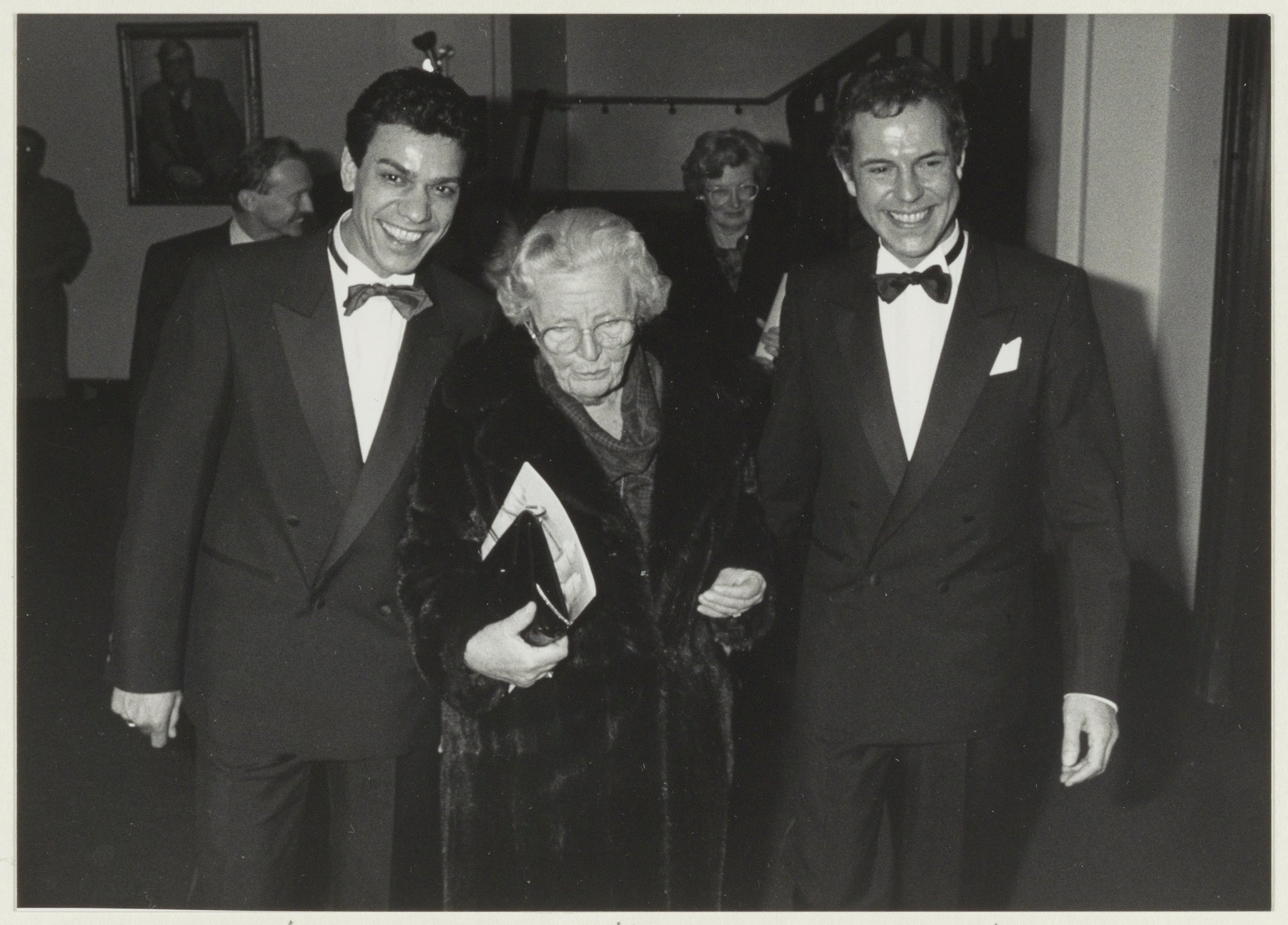
Jos Brink en Prinses Juliana, december 1988

Daarna maakte Brink furore als panellid van de quiz Babbelonië. Ook werd hij bekend met de televisieshows Wedden dat..?, De 64.000 Gulden Vraag bij RTL 4, en met het televisieprogramma TV Toppers bij de NCRV. Wedden dat was ook in Vlaanderen een goed bekeken televisieprogramma. In december 2005 was hij te zien in de musical Als op het Leidseplein over het leven van tekstschrijver Jacques van Tol. Ook speelde hij in de musical Sonneveld over het leven van de gelijknamige Wim Sonneveld. In 2005 speelde hij ook nog de rol van museumdirecteur in de Nederlandse jeugdfilm Sinterklaas en het Geheim van de Robijn van regisseur Martijn van Nellestijn.
Vanaf mei 2006 maakte hij deel uit van het cabaretgezelschap Purper 101. In 2007 zou Brink opnieuw deel uitmaken van dit cabaretgezelschap. In 2006 zou hij wederom meespelen in de nieuwe Sinterklaasfilm Sinterklaas en het Uur van de Waarheid, maar door omstandigheden werd deze rol overgenomen door Purper-collega Frans Mulder. Wel bleef Brink achter de schermen betrokken bij de productie. Brink speelde regelmatig de Sint op tv en in privékringen.
Brink sprak zich openlijk uit over zijn homoseksuele geaardheid en heeft zich altijd sterk gemaakt voor de acceptatie ervan. Brink was jarenlang buddy bij de oecumenische gemeenschap De Duif in Amsterdam. Hij schreef regelmatig bijdragen voor de Gay Krant en werkte een toneelstuk uit rond de ziekte aids, genoemd Een nieuwe dood. Verder was Brink actief als pastor-predikant (de bevoegdheden hiervoor ontleende hij aan de remonstrantse Kerk) en hij was verbonden als voorganger aan de oecumenische basisgemeente De Duif in Amsterdam. Brink kon vlug wisselen tussen het showleven en de stervensbegeleiding, waarbij hij een luisterend oor bood aan een stervende. Hij getuigde daar vrij laconiek over: "Ik kom op woensdagmiddag tussen 14 en 16 uur langs met mijn luisterend oor".
Eind 2021 kwam er een biografie over Jos Brink uit.

### Ziekte en overlijden

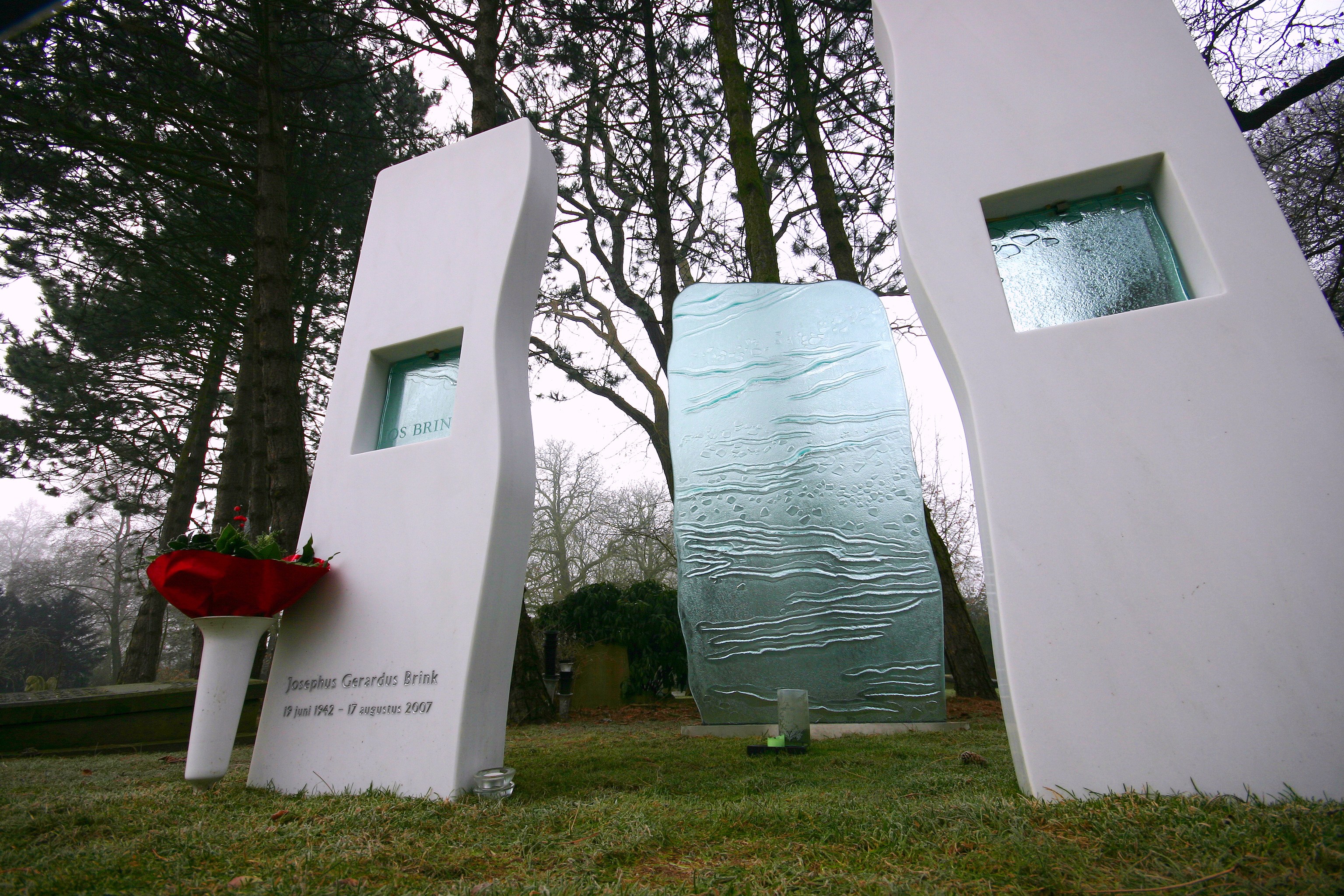
Graf van Jos Brink

Op 26 juli 2007 werd bekendgemaakt dat Brink ongeneeslijk ziek was. Hij leed aan darmkanker met uitzaaiingen in de longen, de lymfe en in zijn linkerbeen. Hoewel de ziekte volgens de artsen ongeneeslijk was, werd besloten dat Brink een operatie aan zijn darmen zou ondergaan en vervolgens chemotherapie zou krijgen. In de eerste twee weken van augustus volgden drie operaties: twee darmoperaties en één operatie aan de wond die bij de eerste operatie ontstaan was. Op 16 augustus 2007 werd gemeld dat Brink op de intensive care kunstmatig in slaap werd gehouden, om zijn lichaam te laten herstellen van de operaties. Een dag later overleed hij in het Onze Lieve Vrouwe Gasthuis in Amsterdam, 65 jaar oud.
Op 23 augustus 2007 was de uitvaart. Brink lag 's ochtends opgebaard in de foyer van Koninklijk Theater Carré, waar het publiek afscheid van hem kon nemen. Aan het einde van de ochtend werd hij met een rouwauto overgebracht naar oecumenische basisgemeente De Duif aan de Prinsengracht, waar de uitvaartdienst werd gehouden. Later op de dag werd Brink begraven op de Nieuwe Oosterbegraafplaats in Amsterdam. Op de verschillende bijeenkomsten werd gesproken door onder anderen Brinks aangenomen zoon Paul van Ewijk, Henk Krol en Brinks manager Peter Paul Tobi. Op de Nederlandse televisie werd volop aandacht besteed aan het verscheiden van Brink, zowel in de dagen direct na het overlijden als op de dag van de uitvaart.

### Persoonlijk
Brink was getrouwd met Frank Sanders. Brink en Sanders kregen in 1972 een relatie toen ze samenwerkten in het cabaretgezelschap Tekstpierement. Vanaf 1973 woonden ze samen in Amsterdam. Jos Brink heeft een aangenomen zoon: regisseur en auteur Paul van Ewijk.

## Onderscheidingen
- Gouden Televizier-Ring voor AVRO's Puzzeluur (1979) en voor Wedden dat..? (1986)
- Ridder in de Orde van Oranje-Nassau (1988)
- Eremedaille van Verdienste van het ministerie van Cultuur van België (1989)
- Frans Banninck Cocqpenning van de gemeente Amsterdam (2002)

## Televisie
Presentator:
AVRO:
- Beat uit Blokker (eenmalig: 19 april 1965)
- Combo (1965)
- AVRO's Puzzeluur (1977-1980/ 1984-1985) (in 1984/1985 met Lucie de Lange als assistente)
- Wedden dat..? (1986-1989) (van 1986 tot en met 1988 samen met Sandra Reemer, in 1989 met Myrna Goossen)
- Het Gouden Televizier-Ring Gala (1993 en 1995)

TROS:
- De Jos Brink Show (15 oktober 1970, 31 december 1970, 18 maart 1971)

NOS:
- Alstublieft, Majesteit (eenmalig: 30 april 1979)

RTL 4:
- Wedden dat..? (1990-1992) (in 1990 met Marlène de Wouters, in 1991/1992 met Manuëla Kemp)
- De 64.000 Gulden Vraag (1990-1992) (met Manuëla Kemp)
- 1 van de 8 (1991) (met Lucie de Lange)

NCRV:
- Langs Heilige Huisjes (1993-1995, 2005)
- Op Zoek (1993)
- Cum Laude (1993-1994)
- Zondagskinderen (1994-1995)
- Brink op Eén (1994)
- 'n Goeiedag met Jos (1996)
- Jos op 1 (1997-1999)
- De laatste ronde (1997)
- De Jostiband in Concert (eenmalig: 15 november 1999)
- TV Toppers (2004-2007)
- Met Jos over de prins (eenmalig: 9 december 2004)
- Wedden dat..? (7 mei & 8 december 2005) (met Sandra Reemer)
- Samen Tegen Kanker (eenmalig: 18 maart 2006) (met Mieke van der Weij en Jochem van Gelder)

Vast Panellid:
- W.I.M. (Wedstrijd In Muzikale kennis) – AVRO (1964)
- Wie Kent Kwis - AVRO (1976-1980)
- Babbelonië – AVRO (1981-1984)

## Discografie

### Geluiddragers
- 1963 - Pas Goed Op Jezelf / Toe Jos, Draai Nog 'ns Een Plaatje  - 7"single - FONTANA - YF 278 013
- 1964 - Kabouter Wijsneus / Het Lelijke Prinsje  - 7"single - IMPERIAL - IH 602
- 1964 - Het Prinsesje Dat Zich Nooit Waste / Droomstertje  - 7"single - IMPERIAL - IH 603
- 1964 - Miriam En Het Zeemeerminnetje / Miriam En De Pop  - 7"single - IMPERIAL - IH 604
- 1964 - Miriam En De Treurwilgen / Miriam En De Landbewoners  - 7"single - IMPERIAL - IH 605
- 1964 - Miriam En De Gestolen Parel / Miriam En Het Toverorgel  - 7"single - IMPERIAL - IH 606
- 1964 - Miriam En De Gezonken Boot / Hoe Miriam Haar Zeemeermannetje Vond  - 7"single - IMPERIAL - IH 607
- 1964 - Als Ik Je Foto Zie / De Regen Ruist ...  - 7"single - IMPERIAL - IH 624
- 1975 - Wit Op Zwart  - 12"LP - NEGRAM - NR 105
- 1975 - Paramaribo / Junta  - 7"single - NEGRAM - ?
- 1977 - Tekstpierement In Ontroerend Goed  - 2 12"LP's - NEGRAM - SPLO 161
- 1978 - Wit Op Zwart  - 12"LP - BOVEMA NEGRAM - 5N 058N 25866
- 1978 - Leven Kan Je Leren  - 12"LP - EMI - 1A 062 26071
- 1978 - Leven Kan Je Leren  - 12"LP - BOVEMA NEGRAM - 5N 062 26071
- 1978 - Tekstpierement In Ontroerend Goed  - 2 12"LP's - NEGRAM - 5N 138N 25867/68
- 1979 - Luister Naar ... Jos Brink & Kabaret Tekstpierement  - 12"LP - BOVEMA NEGRAM - 1A 052 26383
- 1980 - Maskerade  - 12"LP - EMI - 1A 062 26470
- 1980 - Altijd Kerstmis  - 12"LP - EMI - 1A 062 26595

### Dvd's
| Dvd met hitnoteringen in de Nederlandse DVD Music Top 30 | Datum van verschijnen | Datum van binnenkomst | Hoogste positie | Aantal weken | Opmerkingen             |
| -------------------------------------------------------- | --------------------- | --------------------- | --------------- | ------------ | ----------------------- |
| Purper 100                                               | 2007                  | 03-11-2007            | 4               | 7            | als Jos Brink in Purper |

## Jos Brink homo-emancipatieprijs
Op 11 juli 2008 werd bekend dat de homo-emancipatieprijs naar Jos Brink vernoemd zou worden. De eerste uitreiking van de Jos Brink-prijs vond plaats op 17 mei 2009, de Internationale Dag tegen Homofobie. De prijs bestaat uit een geldbedrag van 10.000 euro en een kunstwerk en wordt tweejaarlijks toegekend.